# Ceromitia albosparsa
Ceromitia albosparsa là một loài bướm đêm thuộc họ Adelidae. Loài này có ở Nam Phi.